# Џејнсвил (Висконсин)
Џејнсвил (енгл. Janesville) град је у америчкој савезној држави Висконсин.

## Демографија
По попису из 2010. године број становника је 63.575, што је 4.077 (6,9%) становника више него 2000. године.
| Група             | 2000.          | 2010.          |
| Белци             | 55.840 (93,9%) | 56.465 (88,8%) |
| Афроамериканци    | 748 (1,3%)     | 1.633 (2,6%)   |
| Азијати           | 573 (1,0%)     | 857 (1,3%)     |
| Хиспаноамериканци | 1.569 (2,6%)   | 3.421 (5,4%)   |
| Укупно            | 59.498         | 63.575         |